# Danai Udomchoke
Danai Udomchoke (* 11. August 1981 in Bangkok) ist ein ehemaliger thailändischer Tennisspieler.

## Karriere
Udomchoke war bereits auf der ITF Junior Tour erfolgreich, auf der er von 1994 bis 1999 spielte. Er spielte dort bei allen vier Grand-Slam-Turnieren und kam bis auf Platz 49 der Junioren-Rangliste.
Seine beste Position in der Tennisweltrangliste der Profis erreichte er mit Platz 77 am 29. Januar 2007. Seinen einzigen Titel auf der ATP Tour gewann er in seiner Geburtsstadt Bangkok bei den Thailand Open. 2012 besiegte er dort im Doppel an der Seite von Lu Yen-hsun die US-amerikanisch-australische Paarung Eric Butorac und Paul Hanley. Sein bestes Grand-Slam-Resultat war 2007 die dritte Runde der Australian Open.
Für die thailändische Davis-Cup-Mannschaft bestritt er zwischen 1998 und 2015 insgesamt 37 Begegnungen. Dabei gewann er 42 seiner 61 Einzelpartien, im Doppel war er bei fünf Partien insgesamt zweimal erfolgreich.
Im Juli 2015 beendete er seine Karriere, nachdem er mit Thailand die Südostasienspiele im Team gewonnen hatte.

## Erfolge
| Legende (Anzahl der Siege)                       |
| Grand Slam                                       |
| Tennis Masters Cup ATP World Tour Finals         |
| ATP Masters Series ATP World Tour Masters 1000   |
| ATP International Series Gold ATP World Tour 500 |
| ATP International Series ATP World Tour 250 (1)  |
| ATP Challenger Tour (13)                         |

| ATP-Titel nach Belag |
| Hartplatz (1)        |
| Sand (0)             |
| Rasen (0)            |

### Einzel

#### Turniersiege

##### ATP Challenger Tour
| Nr. | Datum             | Turnier     | Belag         | Finalgegner      | Ergebnis        |
| --- | ----------------- | ----------- | ------------- | ---------------- | --------------- |
| 1.  | 12. Oktober 2003  | Dharwad     | Hartplatz     | Wang Yeu-tzuoo   | 7:65, 6:1       |
| 2.  | 29. Mai 2005      | Busan (1)   | Hartplatz     | Paul Goldstein   | 7:66, 6:1       |
| 3.  | 31. Juli 2005     | Granby      | Hartplatz     | Grégory Carraz   | 7:66, 2:6, 7:62 |
| 4.  | 19. November 2005 | Champaign   | Hartplatz (i) | Justin Gimelstob | 7:5, 6:2        |
| 5.  | 23. April 2006    | Chikmagalur | Hartplatz     | Toshihide Matsui | 7:5, 6:4        |
| 6.  | 21. Mai 2006      | Fargʻona    | Hartplatz     | Alexander Peya   | 6:0, 6:2        |
| 7.  | 12. November 2006 | Chuncheon   | Hartplatz     | Paul Goldstein   | 6:2, 6:0        |
| 8.  | 17. Mai 2009      | Busan (2)   | Hartplatz     | Blaž Kavčič      | 6:2, 6:2        |
| 9.  | 4. Februar 2012   | Burnie      | Hartplatz     | Sam Groth        | 7:65, 6:3       |

### Doppel

#### Turniersiege

##### ATP World Tour
| Nr. | Datum              | Turnier | Belag     | Partner     | Finalgegner              | Ergebnis |
| --- | ------------------ | ------- | --------- | ----------- | ------------------------ | -------- |
| 4.  | 30. September 2012 | Bangkok | Hartplatz | Lu Yen-hsun | Eric Butorac Paul Hanley | 6:3, 6:4 |

##### ATP Challenger Tour
| Nr. | Datum            | Turnier  | Belag       | Partner          | Finalgegner                | Ergebnis          |
| --- | ---------------- | -------- | ----------- | ---------------- | -------------------------- | ----------------- |
| 1.  | 1. Dezember 2002 | Yokohama | Teppich (i) | Lu Yen-hsun      | Ivo Karlović Mark Nielsen  | 7:65, 6:3         |
| 2.  | 13. Juli 2003    | Granby   | Hartplatz   | Lu Yen-hsun      | Josh Goffi Ryan Sachire    | 7:66, 2:6, 7:62   |
| 3.  | 15. Mai 2011     | Busan    | Hartplatz   | Im Kyu-tae       | Jamie Baker Vasek Pospisil | 6:4, 6:4          |
| 4.  | 14. Juli 2013    | Peking   | Hartplatz   | Toshihide Matsui | Gong Maoxin Zhang Ze       | 4:6, 7:66, [10:8] |